# Giuseppe Gasparo Mezzofanti
Giuseppe Gasparo Mezzofanti, italijanski rimskokatoliški duhovnik, škof in kardinal, * 19. september 1774, Bologna, † 15. marec 1849.

## Življenjepis
Leta 1797 je prejel duhovniško posvečenje.
12. februarja 1838 je bil povzdignjen v kardinala in imenovan za kardinal-duhovnika S. Onofrio.
Slovel je kot hiperpoliglot, ki je znal več kot 38 jezikov. Bil je tudi skrbnik Vatikanske knjižnice.